# Drago Ćosić
Drago Ćosić (Teslić, 20. rujna 1958.), hrvatski televizijski novinar i sportski komentator.
Ćosić za sebe navodi da je veoma emotivna osoba i da ga nije stid pokazati svoje emocije i tijekom prijenosa. 
Najveći uspjesi Drage Ćosića su brojne Olimpijske igre i svjetska nogometna prvenstva koja je prenosio s lica mjesta za gledatelje putem HRT-a. Od 12. rujna 2018. godine više nije zaposlenik Hrvatske radiotelevizije na kojoj je proveo gotovo cijelu svoju novinarsku karijeru. Trenutačno radi kao glasnogovornik u Hrvatskom rukometnom savezu.

## Zanimljivosti
Ćosić je s mjesta sportskog komentatora HRT-a, između ostalog, komentirao ključne utakmice za kojih je Hrvatska ostvarila dva najveća uspjeha hrvatskog sporta: utakmicu za treće mjesto 1998. protiv Nizozemske kada je Hrvatska slavila s 2:1 i cijelo SP u Rusiji 2018., kada je Hrvatska postala viceprvak svijeta. Ostat će zapamćen po svojim brojnim dosjetkama, bogatom načinu komentiranja i emotivnim slavljenjem pogodaka Hrvatske nogometne reprezentacije.

## Dosjetke tijekom prijenosa
Zbog svojih legendarnih komentara i srdačnosti, možda je i najbolji hrvatski športski komentator svih vremena. Evo nekih od njih:
- “Razbili smo Argentinu, čudo jedno! Šta je ovo, kakva je ovo utakmica, kakav je ovo nastavak? Čudesno! Pamtit ćemo to cijeli život. Tri pogotka u drugom poluvremenu zabiti Argentini. Vjerujem da su mnogi od vas dobili danas onu poruku, a ona je glasila ovako: Dragi svi, danas na HRT 2 u 20 sati pogledajte film Messi se vraća kući.” - nakon utakmice s Argentinom 21. lipnja 2018. (3:0).
- "Vukuušić! Vukuušić! Vukušiću Ante, sinjski dijamante!" - nakon Vukušićeva gola Anderlechtu u dresu Hajduka (1:0) 30. rujna 2010.
- "Rebiću Ante, želim da te Argentinci pamte nakon ovog trenutka." - nakon gola Ante Rebića za 1:0 u navedenoj utakmici Argentine.
- "Modrić Luka postaje Argentinska velika muka!" - nakon gola za 2:0 u istoj utakmici.
- "Fernandes!! Čaram baram!" - nakon promašenog penala za Rusiju u četvrtfinalu SP-a 7. srpnja 2018.
- "France, hasta la vista, Croatia semifinalista!" - nakon pobjede Hrvatske nad Francuskom 23. siječnja u četvrtfinalu rukometnog SP-a 2013.
- "Ma kako su nam došli ti Turci k'o naručeni!" - utakmica protiv Turske (3:0) za kvalifikacije za EURO 2012.
- "Ne treba nam to!! Ne treba nam to!! Hrvatska je u finalu Svjetskog prvenstva, kako je to lijepo reći, kako je to lijepo izgovoriti! Čudo nad čudima u Rusijiii! Divna, predivna noć koju nikada zaboraviti nećemo! Čudesna, nevjerovatna Hrvatska! H kao hrabra, R kao ratnička, V kao vatrena, A kao ambiciozna, T kao tvrdoglava, S kao stabilna, K kao karakterna, A kao atraktivna za kraj." - nakon zvižduka sudca za kraj polufinalne utakmice protiv Engleske (2:1) 11. srpnja 2018.